# 穆迪 (印地安納州)
穆迪（英語：Moody）是位於美國印地安納州傑斯帕縣的一個非建制地區。該地的面積和人口皆未知。

## 历史
穆迪由格兰维尔·穆迪发现，并以他的名字命名。穆迪邮政局在1923年关闭。